# Massimo Oddo
Massimo Oddo (Città Sant'Angelo, 14 de juny del 1976) és un exfutbolista italià, que jugava com a lateral dret. Va ser internacional amb la selecció italiana amb la qual va ser Campió del Món al Mundial del 2006. Posteriorment fa d'entrenador de futbol.

## Carrera

### Club
Va començar a jugar com a professional a la Fiorenzuola a la Serie C1, per continuar jugant els anys següents, sempre a la mateixa categoria, a l'Monza, a l'Prato i al Lecco.
El debut a la Serie B va ser amb l'Monza però a l'any següent va passar-se al SSC Napoli.
El debut a la Serie B va ser amb l'Monza però a l'any següent va passar-se al SSC Napoli.
És amb l'Verona on Oddo juga les seves dues primeres lligues a Serie A, però ha estat amb la SS Lazio, d'on era el capità, on va fer-se més conegut i on va aconseguir debutar amb la selecció Nacional el 21 d'agost de 2002 al partit perdut contra Eslovènia (1-0).
Els seus bons dots defensius amb una òptima cursa, fan d'ell un defensa capaç de defensar i atacar amb la mateixa naturalesa. És diferent als altres defenses pel seu nombre de gols (19 gols a la Serie A) i la seva perfecció com a tirador de penals.
El gener de 2007 va ser fitxar per l'AC Milan per 7.750.000 euros i va abandonar definitivament la SS Lazio. Va debutar amb els rossoneri el 28 de gener de 2007 a l'AC Milan-Parma FC (1-0) i va marcar el seu primer gol amb el seu nou equip a l'AC Milan-Chievo (3-1).

### Selecció Nacional Italiana
És considerat un dels millors defensa lateral italians, tan important que va merèixer la convocatòria a la selecció Italiana de Futbol abans que Trapattoni, per l'Eurocopa 2004 i més tard, per part de Lippi per disputar el Mundial de 2006. Al mundial guanyat pels azzurri va aconseguir marca un gol contra la selecció d'Ucraïna als quarts de final.
Ara, amb Donadoni com a seleccionador, després del Mundial, Oddo s'ha convertit en el lateral esquerre titular.
Va marcar el seu primer gol a l'Estadi Olímpic de Roma de penal contra la selecció ucraïnesa (2-0) el 7 d'octubre de 2006.

## Estadístiques

### Presències i gols (Club)
P = Presència, G = Gol
C = Lliga de Campions, U = Copa de la UEFA
| Temporada     | Equip              | Lliga         | Lliga | Lliga | Coppa Italia | Coppa Italia | Copes Europees | Copes Europees | Mundial de Clubs | Mundial de Clubs | Supercoppa Italia | Supercoppa Italia | Supercopa d'Europa | Supercopa d'Europa | Total | Total |
| Temporada     | Equip              | Categoria     | P     | G     | P            | G            | P              | G              | P                | G                | P                 | G                 | P                  | G                  | P     | G     |
| ------------- | ------------------ | ------------- | ----- | ----- | ------------ | ------------ | -------------- | -------------- | ---------------- | ---------------- | ----------------- | ----------------- | ------------------ | ------------------ | ----- | ----- |
| 1995/96       | Itàlia Fiorenzuola | C1            | 19    | 0     | 3 (*)        | 0            | -              | -              | -                | -                | -                 | -                 | -                  | -                  | 22    | 0     |
| Total         | Total              | Total         | 19    | 0     | 3            | 0            | -              | -              | -                | -                | -                 | -                 | -                  | -                  | 22    | 0     |
| 1996/nov. 96  | Itàlia Monza       | C1            | 4     | 0     | 2 (*)        | 0            | -              | -              | -                | -                | -                 | -                 | -                  | -                  | 6     | 0     |
| Total         | Total              | Total         | 4     | 0     | 2            | 0            | -              | -              | -                | -                | -                 | -                 | -                  | -                  | 6     | 0     |
| nov. 1996/97  | Itàlia Prato       | C1            | 16    | 0     | -            | -            | -              | -              | -                | -                | -                 | -                 | -                  | -                  | 16    | 0     |
| Total         | Total              | Total         | 16    | 0     | -            | -            | -              | -              | -                | -                | -                 | -                 | -                  | -                  | 16    | 0     |
| 1997/98       | Itàlia Lecco       | C1            | 20    | 1     | -            | -            | -              | -              | -                | -                | -                 | -                 | -                  | -                  | 20    | 1     |
| Total         | Total              | Total         | 20    | 1     | -            | -            | -              | -              | -                | -                | -                 | -                 | -                  | -                  | 20    | 1     |
| 1998/99       | Itàlia Monza       | B             | 30    | 4     | 1 (*)        | 0            | -              | -              | -                | -                | -                 | -                 | -                  | -                  | 31    | 4     |
| Total         | Total              | Total         | 30    | 4     | 1            | 0            | -              | -              | -                | -                | -                 | -                 | -                  | -                  | 31    | 4     |
| 1999/00       | Itàlia Napoli      | B             | 36    | 1     | 9 (*)        | 0            | -              | -              | -                | -                | -                 | -                 | -                  | -                  | 45    | 1     |
| Total         | Total              | Total         | 36    | 1     | 9            | 0            | -              | -              | -                | -                | -                 | -                 | -                  | -                  | 45    | 1     |
| 2000/01       | Itàlia Verona      | A             | 32    | 4     | 2 (*)        | 0            | -              | -              | -                | -                | -                 | -                 | -                  | -                  | 34    | 4     |
| 2001/02       | Itàlia Verona      | A             | 32    | 5     | 1 (*)        | 2            | -              | -              | -                | -                | -                 | -                 | -                  | -                  | 33    | 7     |
| Total         | Total              | Total         | 64    | 9     | 3            | 2            | -              | -              | -                | -                | -                 | -                 | -                  | -                  | 67    | 11    |
| 2002/03       | Itàlia Lazio       | A             | 19    | 0     | 5 (*)        | 0            | 7 (U)          | 0              | -                | -                | -                 | -                 | -                  | -                  | 31    | 0     |
| 2003/04       | Itàlia Lazio       | A             | 31    | 1     | 7 (*)        | 0            | 6 (C)          | 0              | -                | -                | -                 | -                 | -                  | -                  | 44    | 1     |
| 2004/05       | Itàlia Lazio       | A             | 35    | 4     | 1 (*)        | 0            | 5 (U)          | 0              | -                | -                | 1                 | 0                 | -                  | -                  | 42    | 4     |
| 2005/06       | Itàlia Lazio       | A             | 35    | 7     | 3 (*)        | 0            | -              | -              | -                | -                | -                 | -                 | -                  | -                  | 38    | 7     |
| 2006/gen. 07  | Itàlia Lazio       | A             | 15    | 5     | 2 (*)        | 0            | -              | -              | -                | -                | -                 | -                 | -                  | -                  | 17    | 5     |
| Total         | Total              | Total         | 135   | 17    | 18           | 0            | 18             | 0              | -                | -                | 1                 | 0                 | -                  | -                  | 172   | 17    |
| gen. 2007     | Itàlia AC Milan    | A             | 10    | 1     | 1 (*)        | 0            | 7 (C)          | 0              | -                | -                | -                 | -                 | -                  | -                  | 18    | 1     |
| 2007/08       | Itàlia AC Milan    | A             | 10    | 0     | -            | -            | 4 (C)          | 0              | 1 (*)            | 0                | -                 | -                 | 1                  | 0                  | 16    | 0     |
| Total         | Total              | Total         | 20    | 1     | 1            | 0            | 11             | 0              | 1                | 0                | -                 | -                 | 1                  | 0                  | 34    | 1     |
| Total Carrera | Total Carrera      | Total Carrera | 344   | 33    | 37           | 2            | 29             | 0              | 1                | 0                | 1                 | 0                 | 1                  | 0                  | 413   | 35    |

### Presències (Selecció)
| Data       | Ciutat          | Local       | Resultat  | Visitant                       | Competició                  |
| 21/08/2002 | Trieste         | Itàlia      | 0 – 1     | Eslovènia                      | Amistós                     |
| 12/10/2002 | Nàpols          | Itàlia      | 1 – 1     | Sèrbia I Montenegro            | Classificació Eurocopa 2004 |
| 30/04/2003 | Ginebra         | Suïssa      | 1 – 2     | Itàlia                         | Amistós                     |
| 03/06/2003 | Campobasso      | Itàlia      | 2 – 0     | Irlanda del Nord               | Amistós                     |
| 11/06/2003 | Hèlsinki        | Finlàndia   | 0 – 2     | Itàlia                         | Classificació Eurocopa 2004 |
| 06/09/2003 | Milà            | Itàlia      | 4 – 0     | Gal·les                        | Classificació Eurocopa 2004 |
| 11/10/2003 | Reggio Calabria | Itàlia      | 4 – 0     | Adzerbadjan                    | Classificació Eurcopa 2004  |
| 12/11/2003 | Varsòvia        | Polònia     | 3 – 1     | Itàlia                         | Amistós                     |
| 16/11/2003 | Ancona          | Itàlia      | 1 – 0     | Romania                        | Amistós                     |
| 18/02/2004 | Palerm          | Itàlia      | 2 - 2     | República Txeca                | Amistós                     |
| 31/03/2004 | Braga           | Portugal    | 1 – 2     | Itàlia                         | Amistós                     |
| 30/05/2004 | Tunis           | Tunísia     | 0 – 4     | Itàlia                         | Amistós                     |
| 22/06/2004 | Guimarães       | Itàlia      | 2 – 1     | Bulgària                       | Eurocopa 2004 (Lligueta)    |
| 18/08/2004 | Reykjavík       | Islàndia    | 2 – 0     | Itàlia                         | Amistós                     |
| 08/09/2004 | Chisinau        | Moldàvia    | 0 – 1     | Itàlia                         | Classificació Mundial 2006  |
| 13/10/2004 | Parma           | Itàlia      | 4 – 3     | Belarús                        | Classificació Mundial 2006  |
| 08/06/2005 | Toronto         | Itàlia      | 1 – 1     | Sèrbia I Montenegro            | Amistós                     |
| 16/11/2005 | Ginebra         | Itàlia      | 1 – 1     | Costa d'Ivori                  | Amistós                     |
| 31/05/2006 | Ginebra         | Suïssa      | 1 – 1     | Itàlia                         | Amistós                     |
| 02/06/2006 | Losanna         | Itàlia      | 0 – 0     | Ucraïna                        | Amistós                     |
| Hamburg    | Itàlia          | 3 – 0       | Eslovènia | Mundial 2006 (Quarts de Final) |                             |
| 02/09/2006 | Nàpols          | Itàlia      | 1 – 1     | Lituània                       | Classificació Eurocopa 2008 |
| 07/10/2006 | Roma            | Itàlia      | 2 – 0     | Ucraïna                        | Classificació Eurocopa 2008 |
| 11/10/2006 | Tblisi          | Geòrgia     | 1 – 3     | Itàlia                         | Classificació Eurocopa 2008 |
| 15/11/2006 | Bergamo         | Itàlia      | 1 – 1     | Turquia                        | Amistós                     |
| 23/03/2007 | Bari            | Itàlia      | 2 – 0     | Escòcia                        | Classificació Eurocopa 2008 |
| 02/06/2007 | Tórshavn        | Illes Fèroe | 1 – 2     | Itàlia                         | Classificació Eurocopa 2008 |
| 06/06/2007 | Kaunas          | Lituània    | 0 – 2     | Itàlia                         | Classificació Eurocopa 2008 |
| 22/08/2007 | Budapest        | Hongria     | 3 – 1     | Itàlia                         | Amistós                     |
| 08/09/2007 | Milà            | Itàlia      | 0 – 0     | França                         | Classificació Eurocopa 2008 |
| 12/09/2007 | Kíev            | Ucraïna     | 1 – 2     | Itàlia                         | Classificació Eurocopa 2008 |
| 13/10/2007 | Gènova          | Itàlia      | 2 – 1     | Geòrgia                        | Classificació Eurocopa 2008 |
| 21/10/2007 | Mòdena          | Itàlia      | 3 – 1     | Illes Fèroe                    | Classificació Eurocopa 2008 |
|            |                 |             |           | Total                          | 33                          |

## Palmarès

### Club

#### Competicions nacionals
- Copa italiana: 1 (SS Lazio: 2003-04)
- Sèrie A: 1 (AC Milan: 2010-11)
- Supercopa italiana: 1 (AC Milan: 2011)

#### Competicions Internacionals
- Champions League: 1 (AC Milan: 2006/2007)
- Supercopa d'Europa: 1 (AC Milan: 2007)
- Mundial de Clubs: 1 (AC Milan: Mundial de Clubs FIFA 2007)

### Selecció
- Jocs Universitaris: 1 (1997)
- Copa del Món de Futbol: 1 (Alemanya 2006)

## Curiositats
- És fill de futbolista. El seu pare, Francesco Oddo, era futbolista i actualment és entrenador.
- Estudia a la universitat per ser mànager esportiu.
- Està casat amb Clàudia i té un fill que es diu Davide.